# جیمز ویلبی (شناگر)
جیمز ویلبی (انگلیسی: James Wilby؛ زادهٔ ۱۲ نوامبر ۱۹۹۳)شناگر اهل بریتانیا است.
وی در مسابقات کشوری و بین‌المللی در مجموع برندهٔ ۴ مدال طلا، ۶ مدال نقره، ۳ مدال برنز شده‌است.